# Сон Дэ Нам
Сон Дэ Нам (кор. 송대남, 5 апреля 1979) — южнокорейский дзюдоист, чемпион олимпийских игр.

## Биография
Родился в 1979 году. Большую часть карьеры выступал в весе до 81 кг. В 2009 году выиграл турнир Большого шлема в Париже. В ноябре 2010 года получил серьёзную травму, после чего перешёл в категорию до 90 кг.
В 2012 году завоевал золотую медаль Олимпийских игр в Лондоне, в финале победив кубинца А. Гонсалеса. Стал знаменосцем своей страны на церемонии закрытия игр.
После завершения карьеры стал тренером, работал со сборными Южной Кореи и Китая. Среди учеников Сон Дэ Нама — Ан Чхаллим, Чо Гу Хам, Ан Ба Уль и Квак Тонхан.